# إغلاق العقل الأميركي
اغلاق العقل الأميركي (بالإنجليزية: The Closing of the American Mind)‏ هو كتاب فلسفي صادر عام 1987 من تأليف الأديب الكلاسيكي الأميركي آلن بلوم. ينتقد المؤلف ما اعتبره جوانباً سلبية في التعليم العالي في الولايات المتحدة. الأطروحة الأساسية هي أن النسبوية أوجدت مفارقة بأن انفتاح عقول الطلاب المفترض، خلق ظاهرة امتثالية بينهم وقوض قدرتهم على التفكير النقدي وأزال وجهة النظر التي تُعَّرف الثقافة. أثار الكتاب جدلاً كبيراً وتنوعت انطباعات النقاد بشأن محتواه.